# Isild Le Besco
Isild Le Besco (París, 22 de novembre de 1982) és una actriu, guionista i directora francesa.
Procedent de l'escena teatral, es va revelar al cinema l'any 2000 a la pel·lícula Sade de Benoît Jacquot. Per aquest paper va rebre una primera nominació per al César a la millor actriu revelació, després va obtenir una segona per Roberto Succo de Cédric Kahn el 2002.
A poc a poc s'està fent un nom al cinema independent i popular. Així va rodar sota la direcció de Philippe Le Guay, d'Emmanuelle Bercot, de la qual era musa, de la seva mare, Catherine Belkhodja, i fins i tot de la seva germana gran, Maïwenn.
També és pintora, escriptora i lletrista.

## Biografia

### Família
Isild Le Besco va néixer de mare franco-algeriana —l'actriu Catherine Belkhodja — i de pare bretó que també tenia orígens vietnamites. El seu avi matern, Kadour Belkhodja, va lluitar a la Guerra d'Algèria al costat del FLN, va ser l'encarregat de l'emigració al Ministeri. de Treball de 1965 a 1972, després al Ministeri d'Antics Mujahideen fins al 1975, sota la direcció de Mahmoud Guennez, i també va ser actor en diverses pel·lícules. La seva àvia materna és Jeanne Mauborgne.
És germana de la directora Maïwenn i del director de fotografia Jowan Le Besco; també té una germanastra i un germanastre, Kolia Litscher. El 2024, diu que ja no parlarà amb la seva germana Maïwenn.
El 2009, va donar a llum el seu primer fill, Ulysse, nascut de la seva relació amb Nicolas Hidiroglou. Més tard va tenir un segon fill.

### Formació
Estudiant a l'École des enfants du spectacle, va prendre classes de dansa i es va incorporar a l'École Estienne. Emmanuelle Bercot la va fer debutar al curtmetratge Les Vacances, seleccionat al festival d'Angers i a Cannes a La Puce , una jove adolescent que té una relació amb un home madur, per la seva pel·lícula escolar, que obté una exempció en sales especial, i a Backstage sobre la relació entre una estrella i el seu jove fan.
Isild Le Besco va interpretar llavors el paper d'Élodie en un telefilm sobre una jove menor desorientada per un primer embaràs, nominada als 7 d'or a la categoria de "millor revelació femenina". La pel·lícula és comprada per Educació Nacional i es presenta a les escoles secundàries i universitats. Va deixar l'escola per dedicar-se al cinema i a la pintura, va fer cursos per correspondència, però va interrompre els seus estudis al primer curs per escriure Demi-tarif i va guanyar, als 16 anys, el premi júnior al millor guió al Festival de París, que més tard va dirigir amb els seus germans, produït per la seva mare (Karedas), va guanyar diversos premis i seleccions a festivals a França i a l'estranger i va fundar la seva pròpia productora Sangsho.

### Carrera

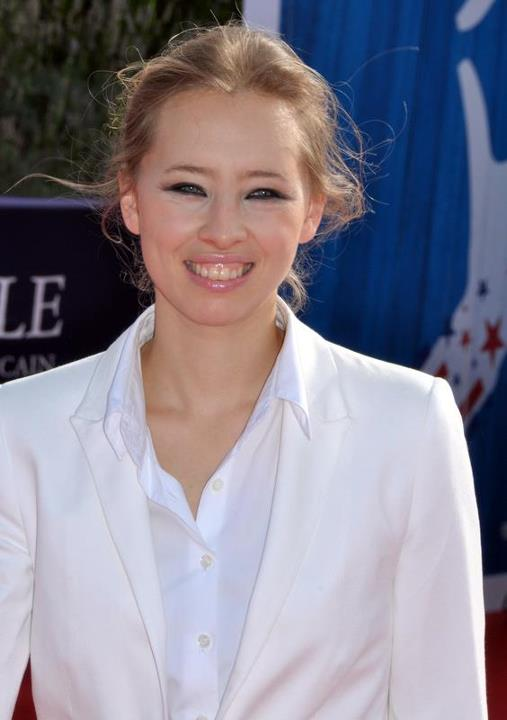
L'actriu al festival de cinema de Deauville 2012, on és membre del jurat.

L'any 2000, va interpretar a Sade, la jove Émilie de Lancris a qui el marquès (interpretat per Daniel Auteuil) presenta la seva filosofia, va ser  la seva primera col·laboració amb el director Benoît Jacquot de qui es va convertir en l'actriu preferida i que li va confiar el paper principal femení a À tout de suite, L'Intouchable i Au fond des bois.
És la veu de la princesa a U i va guanyar el premi a la millor actriu jove (premi Marcello Mastroianni presentat per Catherine Deneuve) a la 63a Mostra Internacional de Cinema de Venècia pel seu paper a L'Intouchable de Benoît Jacquot. Interpreta una jove actriu que decideix interrompre els seus assajos de teatre a París per buscar el seu pare a l'Índia. Després, a Pas douce presentada al 57è Festival Internacional de Cinema de Berlín, interpreta a una jove infermera suïcida sota la direcció de Jeanne Waltz.
El 2007, va completar el seu segon llargmetratge, Charly, estrenat el setembre de 2007. El seu germanastre Kolia Litscher, que va interpretar un nen a Demi-tarif', interpreta el paper principal amb Julie-Marie Parmentier.
Va escriure la novel·la Sang d'encre i va crear les il·lustracions que van inspirar Delphine de Malherbe, que al seu torn va escriure Vie érotique l'agost de 2008. La seva tercera pel·lícula, Bas-fonds, va ser seleccionada al festival de Locarno 2010.
El febrer de 2024, es va unir a Anna Mouglalis i Judith Godrèche per presentar una denúncia contra Jacques Doillon, a qui van acusar de violència psicològica o física. També diu que encara no està preparada per parlar públicament sobre la violència comès contra ella per Benoît Jacquot. Dos mesos més tard, va publicar Dire vrai, un llibre en què parla d'aquesta relació. El maig de 2024, Isild Le Besco va presentar una denúncia contra Benoît Jacquot per violació d'un menor de 15 anys.

## Filmografia

### Actriu

#### Llargmetratges
- 1990 : Lacenaire de Francis Girod : Hermine
- 2000 : Sade de Benoît Jacquot : Emilie de Lancris
- 2000 : Les Filles ne savent pas nager d'Anne-Sophie Birot : Gwen, l'amiga de Lise
- 2001 : Adieu Babylone de Raphaël Frydman : Anouk
- 2001 : Roberto Succo de Cédric Kahn : Léa
- 2002 : Un moment de bonheur d’Antoine Santana : Betty
- 2002 : La Repentie de Laetitia Masson : la jove prostituta
- 2002 : Adolphe de Benoît Jacquot : la lingère
- 2003 : Le Coût de la vie de Philippe Le Guay : Laurence
- 2004 : À tout de suite de Benoît Jacquot : Lili
- 2005 : Backstage d’Emmanuelle Bercot : Lucie
- 2005 : La Ravisseuse d’Antoine Santana : Angèle-Marie
- 2006 : Camping sauvage de Christophe Ali i Nicolas Bonilauri : Camille
- 2006 : L'Intouchable de Benoît Jacquot : Jeanne
- 2006 : U de Serge Elissalde i Grégoire Solotareff : la princesa Mona (voix)
- 2007 : Pas douce de Jeanne Waltz : Fred
- 2007 : Enfances, segment sobre Orson Welles dirigit per ella mateixa : la tieta d'Orson Welles
- 2008 : Je te mangerais de Sophie Laloy : Emma
- 2009 : The Good Heart de Dagur Kari : April
- 2010 : Au fond des bois de Benoît Jacquot : Joséphine
- 2010 : Bas-fonds d'ella mateixa : la narradora
- 2013 : Les Brigands de Frank Hoffmann i Pol Cruchten : Amalia
- 2013 : Manhattan Romance de Brian Ghost : Annette
- 2014 : Une nouvelle amie de François Ozon : Laura
- 2014 : Le Dos rouge d'Antoine Barraud : Renée
- 2015 : Mon roi de Maïwenn : Babeth
- 2017 : La Belle Occasion d'ella mateixa : Sarena
- 2023 : Un jour fille de Jean-Claude Monod : Eloïse Grandjean
- 2024 : Ma famille chérie d'ella mateixa : Manon

#### Curtmetratges
- 1987 : Cinématon #995 de Gérard Courant
- 1991 : Place des Vosges de Catherine Belkhodja
- 1997 : Anniversaires de Rosette
- 1997 : Kub Valium de Marine Alice Le Du
- 1997 : Les Vacances d’Emmanuelle Bercot : Melody
- 1997 : Coquillettes de Joséphine Flasseur
- 1998 : Les Amis de Ninon de Rosette : Fifi
- 1999 : La Puce d’Emmanuelle Bercot : Marion
- 2000 : Des Anges de Julien Leloup : la belle fille qui passe
- 2000 : Mille morceaux de Frédéric Benzaquen : Sandrine
- 2003 : Quelqu'un vous aime d'Emmanuelle Bercot : Lilou
- 2003 : Dans la forêt noire de Joséphine Flasseur : la jeune fille
- 2016 : Cinématon #2944 de Gérard Courant

#### Televisió
- 1987 : Reflets perdus du miroir (documental) de Catherine Belkhodja
- 1999 : Une fille rebelle (telefilm) d'Arnaud Sélignac
- 1999 : Le Choix d’Élodie (telefilm) d'Emmanuelle Bercot : Elodie
- 2003 : La Maison du canal (telefilm) d'Alain Berliner : Edmée
- 2004 : Princesse Marie (telefilm) de Benoît Jacquot : Eugènia de Grècia
- 2004 : Les Mythes urbains (sèrie de televisió) de Dominic Bachy i Hector Bujia : Anna
- 2021 : Portrait de Charlotte Rampling (revista Square artiste d'Arte)[11]

### Guionista
- 2004 : Demi-tarif
- 2007 : Charly
- 2009 : Bas-fonds
- 2014 : Little boy (curtmetratge), a la pel·lícula coral Les Ponts de Sarajevo
- 2023 : Connemara

### Directora
- 2004 : Demi-tarif
- 2007 : Charly
- 2008 : Enfances (pel·lícula col·lectiva), segment sobre l'infantesa d'Orson Welles
- 2009 : Bas-fonds
- 2014 : Les Ponts de Sarajevo (pel·lícula col·lectiva), segment Little Boy
- 2017 : La Belle Occasion
- 2024 : Ma famille chérie

## Teatre
- 2007 : La Double Inconstance de Marivaux au théâtre national de Chaillot, posada en escena de Christian Colin amb Grégoire Colin
- 2021 : Rendez-vous de l’histoire amb Antoine de Baecque, a la Halle aux grains de Blois[12]

## Pintura
- Galerie Paule Friedland i Alexandre Rivault, Paris, 17 novembre 2007
- La vie intime d'Isild Le Besco, Galerie Chappe, 2021[13]

## Música
Va compondre dues cançons per a Andréel i Judith Chemla : Mon manque i Pourquoi je te veux.

## Publicacions
- 2007 : Sang d'encre
- 2018 : S'aimer quand même
- 2024 : Dire vrai  Éditions Denoël 176p. ISBN 978-2207182123
- 2008 : Vie érotique, il·lustracions d’una novel·la de Delphine de Malherbe

## Distinctions

### Premis
- festival de Paris 2000 : Premi al millor guió Junior per Demi-tarif
- 2001 : Estrella d'or de la revelació femenina, per la seva interpretació a la pel·lícula Sade
- 2001 : Lumière a la revelació femenina per Sade
- 2004 : Premi especial del jurat al primer festival europeu de cinema d'Angers per Demi-tarif
- 2004: Premi Procirep. Primers cops. Angers per Demi-tarif
- Festival de Cinema de Seül 2004: preu especial del jurat per Demi-tarif
- 2004: Gran Premi del Jurat. Festival Crossing Europe Linz per Demi-tarif
- 2005: Millor actriu al Festival Internacional de Cinema de Tessalònica de 2005 per Backstage
- 2006 : Premi Marcello-Mastroianni a la Mostra de Venècia per L'Intouchable
- Premi Crossing Europe 2008 Festival (Linz) : Prremi a la millor pel·lícula europea per Charly

### Nominacions
- 2001: 7 d'or per a Choix d'Elodie
- 2001: César a la millor actriu revelació per Sade
- 2002: César a la millor actriu revelació per Roberto Succo
- 2004: Premi Louis-Delluc per Demi-tarif
- 2006: 1a cerimònia dels Gérard del cinema: la pitjor actriu molesta per Backstage